# Brand Dubbelbock
Brand Dubbelbock is een Nederlands bier van hoge gisting.
Het bier werd gebrouwen in Wijlre, bij brouwerij Brand. Het is een diep roodbruin bier met een alcoholpercentage van 7,5%. In 1987 kwam Brand Dubbelbock op de markt. Het bier dankt zijn smaak onder andere aan de dubbellange rijping.
Brand Dubbelbock lijkt qua receptuur op Brand Lentebock, omdat het wordt gebrouwen met dezelfde moutsoorten. Dit herfst- of vastenbier is te verkrijgen vanaf de derde week van september.

## Geschiedenis
Het zogenoemde dubbelbokbier is ontstaan in de zeventiende eeuw bij de orde van de Paters Miniemen in het klooster Neudeck ob der Au in Beieren. Deze monniken, in het Duits ook wel Paulaner genoemd, waren een strikte orde en mochten tijdens de vastentijd geen vast voedsel consumeren. Om toch voldoende voedzaam in hun levensonderhoud te voorzien, bereidden de monniken een bijzonder sterk brouwsel vol met koolhydraten en voedingsstoffen. Dit brouwsel was de voorloper van het dubbelbokbier. Ze gaven het de naam Salvator, 'redder'. Het zogenoemde doppelbockbier is nog altijd verkrijgbaar.

## Onderscheidingen
- In 2010 kreeg Brand Dubbelbock drie sterren op de Superior Taste Awards.[1]
- In 2011 behaalde Brand Dubbelbock de zesde plaats in de blindproeverij Het lekkerste bockbier van Nederland in de categorie Zwaar bockbier.[2]
- Ook in 2012 behaalde Brand Dubbelbock de zesde plaats in de blindproeverij Het lekkerste bockbier van Nederland in de categorie Zwaar bockbier.[3]

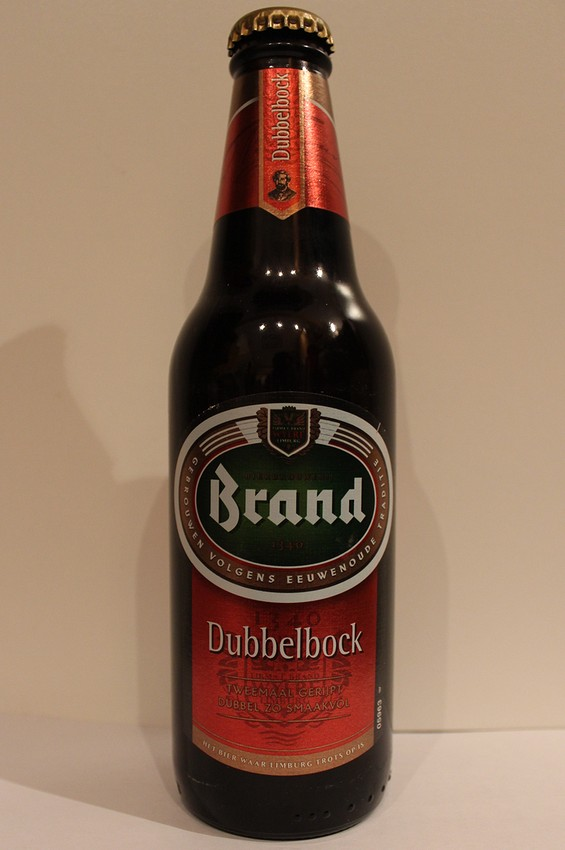
Brand Dubbelbock in oude fles (tot 2014)
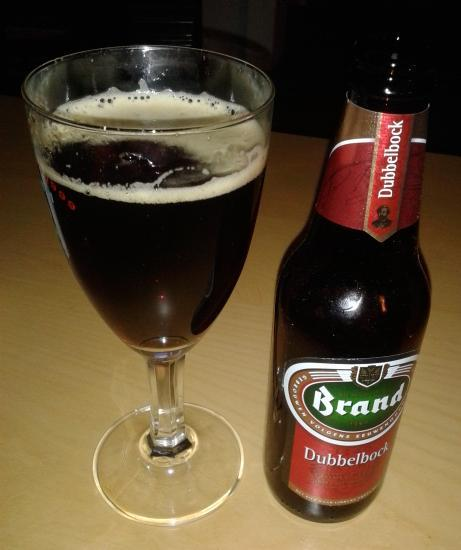
Brand Dubbelbock in oude fles en glas